# Sokoli
Sokoli (znanstveno ime Falconiformes) so red ptic, v katerega uvrščamo vse danes živeče predstavnike družine Falconidae in nekaj paleogenskih vrst. V družini Falconidae je opisanih je približno 67 vrst (od katerih sta dve izumrli), ki so razširjene po vsem svetu, v Evropi je najbolj razširjen rod Falco.
Družina verjetno izvira iz Južne Amerike v paleocenu.
Včasih so sokole uvrščali skupaj z orli in nekaterimi drugimi skupinami plenilskih ptic v enoten red ujed, novejše filognenetske raziskave pa so razkrile, da so jim sokoli povsem nesorodna skupina. Namesto tega so najbližji sorodniki sokolov papige.

## Opis
Sokoli so majhne do srednje velike ptice roparice, ki lahko tehta le 35 g (Microhierax fringillarius), do arktičnega sokola, ki lahko doseže težo do 1.735 g. Zanje so značilni močno ukrivljen kljun, ostro ukrivljeni kremplji in zelo dober vid. Perje je običajno rjave, bele, kostanjeve, črne in sive barve, pogosto s progastimi vzorci. V obarvanosti perja samcev in samic ni veliko razlik, čeprav imajo nekatere vrste spolnega dimorfizma v izrazitosti vzorca.
Nekateri viri navajajo, da lahko sokol selec med strmoglavim letom doseže več kot 320 km/h, kar bi ga uvrstilo med najhitrejše živali na svetu. Po podatkih TV programa National Geographic, so leta 2005 izmerili sokola pri strmoglavem letu s hitrostjo 389 km/h. Drugi viri pa opozarjajo, da meritve z radarjem takih hitrosti niso nikoli potrdile, pri čemer je najvišja zanesljivo izmerjena hitrost znašala 184 km/h.

## Razširjenost in habitat
Družina je razširjen kozmopolitsko po skoraj vsem svetu, manjkajo pa le v najgostejših gozdovih osrednje Afrike, na nekaterih oddaljenih oceanskih otokih, na skrajni Arktiki in na Antarktiki. Nekatere vrste so zelo razširjene, zlasti kozmopolitski sokol selec, ki živi od Grenlandije do Fidžija in ima najširše naravno gnezditveno območje med vsemi pticami. Druge vrste pa so omejene na manjša območja, predvsem otoški endemiti, kot je mavricijska postovka.  Naseljujejo različne tipe habitatov, od tundre do deževnih gozdov in puščav, vendar se večinoma zadržujejo v odprti pokrajini. Tudi vrste, ki živijo v gozdovih, običajno raje izbirajo razgibane gozdne predele in gozdne robove. Nekatere vrste, večinoma iz rodu Falco, so povsem selitvene, nekatere vrste poletja preživijo v Evraziji in prezimujejo v Afriki, druge vrste pa so delne selivke. Amurska postovka opravlja eno najdaljših selitev med pticami, saj se seli iz vzhodne Azije v južno Afriko.

## Klasifikacija družine Falconidae
Družina: Falconidae
- Poddružina Polyborinae
  - Rod Daptrius – črna karakara
  - Rod Ibycter – rdečevrata karakara (lahko vključena v Daptrius)
  - Rod Phalcoboenus (4 vrste) – andske in južnoameriške karakare
  - Rod Caracara – čopaste karakare (2 živeči vrsti, 1 izumrla)
  - Rod Milvago – rjave karakare, kimakima (2 vrsti)
  - Rod Micrastur – gozdni sokol (7 vrst)
- Poddružina Falconinae
  - Rod Herpetotheres – smejoči sokol
  - Rod Spiziapteryx – pegastokrili sokolček
  - Rod Polihierax – pritlikavi sokol (2 vrsti, vključuje Neohierax)
  - Rod Microhierax – tipični sokolčki (5 vrst)
  - Rod Falco – pravi sokoli, škrjančar in postovke (približno 37 vrst)

Seznam družine Falconidae temelji na International Ornithological Congress' World Bird List.

### Poddružina Polyborinae
Tradicionalno poddružina Polyborinae obsega karakare in gozdne sokole, ki večinoma živijo v Južni in Srednji Ameriki.Razvrščeni so v šest rodov in 18 vrst, od katerih je ena izumrla leta 1906. V nasprotju s sokoli v rodu Falco, ki so hitri zračni lovci, karakare letijo počasneje in se pogosto prehranjujejo z mrhovino (izjema je rdečevrata karakara).

#### RodDaptrius
| Rod Daptrius Vieillot, 1816 – 1 vrsta \| Domače ime \| Znanstveno ime \| IUCN status \| Območje razširjenosti \| Slika \| \| ------------- \| ---------------------- \| ----------- \| ------------------------ \| ----- \| \| Daptrius ater \| D. ater Vieillot, 1816 \| aLC IUCN \| Južna Amerika: Amazonija \| \| |                        |             |                          |       |
| Domače ime | Znanstveno ime         | IUCN status | Območje razširjenosti    | Slika |
| Daptrius ater | D. ater Vieillot, 1816 | aLC IUCN    | Južna Amerika: Amazonija |       |

#### RodIbycter
| Rod Ibycter Vieillot, 1816 – 1 vrsta \| Domače ime \| Znanstveno ime \| IUCN status \| Območje razširjenosti \| Slika \| \| ------------------ \| ------------------------------------------------------------------------------------------------------------------- \| ----------- \| ----------------------------------------------------------- \| ----- \| \| Ibycter americanus \| I. americanus (Boddaert, 1783) Sinonimi: - - Falco americanus Boddaert, 1783 - Daptrius americanus (Boddaert, 1783) \| aLC IUCN \| Srednja & Južna Amerika: od južne Mehike do južne Brazilije \| \| | |             |                                                             |       |
| Domače ime | Znanstveno ime | IUCN status | Območje razširjenosti                                       | Slika |
| Ibycter americanus | I. americanus (Boddaert, 1783) Sinonimi: - - Falco americanus Boddaert, 1783 - Daptrius americanus (Boddaert, 1783) | aLC IUCN    | Srednja & Južna Amerika: od južne Mehike do južne Brazilije |       |

#### RodPhalcoboenus
| Rod Phalcoboenus d'Orbigny, 1834 - 4 vrste \| Domače ime \| Znanstveno ime \| IUCN status \| Območje razširjenosti \| Slika \| \| ------------------------- \| ------------------------------ \| ----------- \| ---------------------------------------------- \| ----- \| \| Phalcoboenus carunculatus \| P. carunculatus Des Murs, 1853 \| aLC IUCN \| Južna Amerika: Ekvador, jaugozahodna Kolumbija \| \| \| Phalcoboenus megalopterus \| P. megalopterus (Meyen, 1834) \| aLC IUCN \| Južna Amerika: od Peruja do srednjega Čila \| \| \| Phalcoboenus albogularis \| P. albogularis (Gould, 1837) \| aLC IUCN \| Južna Amerika: južni Čile, južna Argentina \| \| \| Phalcoboenus australis \| P. australis (Gmelin, 1788) \| bNT IUCN \| Južna Amerika: južni otoki \| \| |                                |             |                                                |       |
| Domače ime | Znanstveno ime                 | IUCN status | Območje razširjenosti                          | Slika |
| Phalcoboenus carunculatus | P. carunculatus Des Murs, 1853 | aLC IUCN    | Južna Amerika: Ekvador, jaugozahodna Kolumbija |       |
| Phalcoboenus megalopterus | P. megalopterus (Meyen, 1834)  | aLC IUCN    | Južna Amerika: od Peruja do srednjega Čila     |       |
| Phalcoboenus albogularis | P. albogularis (Gould, 1837)   | aLC IUCN    | Južna Amerika: južni Čile, južna Argentina     |       |
| Phalcoboenus australis | P. australis (Gmelin, 1788)    | bNT IUCN    | Južna Amerika: južni otoki                     |       |

#### RodCaracara
| Rod Caracara Merrem, 1826 - 3 vrste \| Domače ime \| Znanstveno ime \| IUCN status \| Območje razširjenosti \| Slika \| \| -------------------- \| ------------------------------------------------------------------------------------------------------------------------------------ \| ----------- \| --------------------------------------------------- \| ----- \| \| Gvadalupska karakara \| C. lutosa† (Ridgway, 1876) Sinonimi: - - Polyborus plancus lutosus - Caracara plancus lutosus - Polyborus lutosus - Caracara lutosus \| aEX IUCN \| Otok Guadalupe, Mehika Izumrla verjetno od 1906[14] \| \| \| Karakara \| C. plancus (Miller, 1777) Sinonimi: - - Polyborus plancus Miller, 1777 \| aLC IUCN \| \| \| | |             |                                                 |       |
| Domače ime | Znanstveno ime | IUCN status | Območje razširjenosti                           | Slika |
| Gvadalupska karakara | C. lutosa† (Ridgway, 1876) Sinonimi: - - Polyborus plancus lutosus - Caracara plancus lutosus - Polyborus lutosus - Caracara lutosus | aEX IUCN    | Otok Guadalupe, Mehika Izumrla verjetno od 1906 |       |
| Karakara | C. plancus (Miller, 1777) Sinonimi: - - Polyborus plancus Miller, 1777                                                               | aLC IUCN    |                                                 |       |

#### RodMilvago
| Rod Milvago Spix, 1824 - 2 vrsti \| Domače ime \| Znanstveno ime \| IUCN status \| Območje razširjenosti \| Slika \| \| ---------------------------------------------------------------------------------------------------------------- \| ---------------------------------------------------------------------------------------------------------------------------------------------------- \| ----------- \| -------------------------------------------------------- \| ----- \| \| Rumenoglava kimakima Podvrste:[a] - - M. c. cordata Bangs & Penard, TE, 1918 - M. c. chimachima (Vieillot, 1816) \| M. chimachima (Vieillot, 1816) Sinonimi: - - Polyborus chimachima (Vieillot, 1816) - Falco readei (Brodkorb, 1959) - Milvago readei (Brodkorb, 1959) \| aLC IUCN \| Srednja & Južna Amerika: od Kostarike do južne Argentine \| \| \| Kimanga Podvrste:[b] - - M. c. chimango Vieillot, 1816 - M. c. temucoensis W.L. Sclater, 1918) \| M. chimango (Vieillot, 1816) Sinonimi: - - Phalcoboenus chimango Ridgway, 1876 \| aLC IUCN \| Južna Amerika: Južni stožec \| \| | |             |                                                          |       |
| Domače ime | Znanstveno ime | IUCN status | Območje razširjenosti                                    | Slika |
| Rumenoglava kimakima Podvrste: - - M. c. cordata Bangs & Penard, TE, 1918 - M. c. chimachima (Vieillot, 1816) | M. chimachima (Vieillot, 1816) Sinonimi: - - Polyborus chimachima (Vieillot, 1816) - Falco readei (Brodkorb, 1959) - Milvago readei (Brodkorb, 1959) | aLC IUCN    | Srednja & Južna Amerika: od Kostarike do južne Argentine |       |
| Kimanga Podvrste: - - M. c. chimango Vieillot, 1816 - M. c. temucoensis W.L. Sclater, 1918) | M. chimango (Vieillot, 1816) Sinonimi: - - Phalcoboenus chimango Ridgway, 1876                                                                       | aLC IUCN    | Južna Amerika: Južni stožec                              |       |

#### RodMicrastur
Gozdni sokoli so endemični za Amerike. Razvrščeni so v en rod s sedmimi vrstami. Bolj kot hitrosti na prostem so prilagojeni okretnosti v gostem rastju. Imajo kratka krila, dolgi rep in izjemno razvit sluh. Čeprav jih je težko opaziti, se pogosto slišijo njihovo oglašanje.
| Rod Micrastur G.R. Gray, 1841 - 7 vrst \| Domače ime \| Znanstveno ime \| IUCN status \| Območje razširjenosti \| Slika \| \| ------------------------------------------------------------------------------------------------------------------------------------------------------------------------------------------------------------------------------------- \| --------------------------------- \| ----------- \| ---------------------------------------------------------------------- \| ----- \| \| Micrastur ruficollis Podvrste:[c] - - M. r. guerilla Cassin, 1848 - M. r. interstes Bangs, 1907 - M. r. zonothrax (Cabanis, 1866) - M. r. concentricus (Lesson, 1830) - M. r. ruficollis (Vieillot, 1817) - M. r. olrogi Amadon, 1964 \| M. ruficollis (Vieillot, 1817) \| aLC IUCN \| Srednja in Južna Amerika: od južne Mehike do severne Argentine \| \| \| Micrastur plumbeus \| M. plumbeus W.L. Sclater, 1918 \| cVU IUCN \| Srednja in Južna Amerika: Jugozahodna Kolumbija, severozahodni Ekvador \| \| \| Micrastur gilvicollis \| M. gilvicollis (Vieillot, 1817) \| aLC IUCN \| Južna Amerika: Amazonski deževni gozd \| \| \| Micrastur mintoni \| M. mintoni Whittaker, 2003 \| aLC IUCN \| Južna Amerika: Od vzhodnega Amazonskega gozda proti jugu do Bolivije \| \| \| Micrastur mirandollei \| M. mirandollei (Schlegel, 1862) \| aLC IUCN \| Srednja in Južna Amerika: Od Kostarike do vzhodne Brazilije \| \| \| Micrastur semitorquatus Podvrste:[d] - - M. s. naso (Lesson, 1830) - M. s. semitorquatus (Vieillot, 1817) \| M. semitorquatus (Vieillot, 1817) \| aLC IUCN \| Srednja in Južna Amerika: od osrednje Mehike do severne Argentine \| \| \| Micrastur buckleyi \| M. buckleyi Swann, 1919 \| aLC IUCN \| Južna Amerika: Zahodni Amazonski deževni gozd \| \| |                                   |             |                                                                        |       |
| Domače ime | Znanstveno ime                    | IUCN status | Območje razširjenosti                                                  | Slika |
| Micrastur ruficollis Podvrste: - - M. r. guerilla Cassin, 1848 - M. r. interstes Bangs, 1907 - M. r. zonothrax (Cabanis, 1866) - M. r. concentricus (Lesson, 1830) - M. r. ruficollis (Vieillot, 1817) - M. r. olrogi Amadon, 1964 | M. ruficollis (Vieillot, 1817)    | aLC IUCN    | Srednja in Južna Amerika: od južne Mehike do severne Argentine         |       |
| Micrastur plumbeus | M. plumbeus W.L. Sclater, 1918    | cVU IUCN    | Srednja in Južna Amerika: Jugozahodna Kolumbija, severozahodni Ekvador |       |
| Micrastur gilvicollis | M. gilvicollis (Vieillot, 1817)   | aLC IUCN    | Južna Amerika: Amazonski deževni gozd                                  |       |
| Micrastur mintoni | M. mintoni Whittaker, 2003        | aLC IUCN    | Južna Amerika: Od vzhodnega Amazonskega gozda proti jugu do Bolivije   |       |
| Micrastur mirandollei | M. mirandollei (Schlegel, 1862)   | aLC IUCN    | Srednja in Južna Amerika: Od Kostarike do vzhodne Brazilije            |       |
| Micrastur semitorquatus Podvrste: - - M. s. naso (Lesson, 1830) - M. s. semitorquatus (Vieillot, 1817) | M. semitorquatus (Vieillot, 1817) | aLC IUCN    | Srednja in Južna Amerika: od osrednje Mehike do severne Argentine      |       |
| Micrastur buckleyi | M. buckleyi Swann, 1919           | aLC IUCN    | Južna Amerika: Zahodni Amazonski deževni gozd                          |       |

## Poddružina Falconinae

### RodHerpethotheres
| Rod Herpetotheres Vieillot, 1817 - 1 vrsta \| Domače ime \| Znanstveno ime \| IUCN status \| Območje razširjenosti \| Slika \| \| -------------------------------------------------------------------------------------------------------------------------------- \| ----------------------------------------------------------------------------------------------------------------- \| ----------- \| -------------------------------------------------------- \| ----- \| \| Herpethotheres cachinnans (Smejoči sokol)[e] Podvrste:[f] - - H. c. cachinnans (Linnaeus, 1758) - H. c. fulvescens Chapman, 1915 \| H. cachinnans (Linnaeus, 1758) Sinonimi: - - Falco cachinnans (Linnaeus, 1758) - Falco sufflator (Linnaeus, 1758) \| aLC IUCN \| Srednja in Južna Amerika: od Mehike do severne Argentine \| \| | |             |                                                          |       |
| Domače ime | Znanstveno ime | IUCN status | Območje razširjenosti                                    | Slika |
| Herpethotheres cachinnans (Smejoči sokol) Podvrste: - - H. c. cachinnans (Linnaeus, 1758) - H. c. fulvescens Chapman, 1915 | H. cachinnans (Linnaeus, 1758) Sinonimi: - - Falco cachinnans (Linnaeus, 1758) - Falco sufflator (Linnaeus, 1758) | aLC IUCN    | Srednja in Južna Amerika: od Mehike do severne Argentine |       |

### GenusSpiziapteryx
| Rod Spiziapteryx Kaup, 1852 - 1 vrsta \| Domače ime \| Znanstveno ime \| IUCN status \| Območje razširjenosti \| Slika \| \| ------------------------- \| -------------------------------------------------------------------------------- \| ----------- \| ------------------------------------------------------------------- \| ----- \| \| Spiziapteryx circumcincta \| S. circumcincta (Kaup, 1852) Sinonimi: - - 'Harpagus curcumcinctus' (Kaup, 1852) \| aLC IUCN \| From southeastern Bolivia and western Paraguay to central Argentina \| \| |                                                                                  |             |                                                                     |       |
| Domače ime | Znanstveno ime                                                                   | IUCN status | Območje razširjenosti                                               | Slika |
| Spiziapteryx circumcincta | S. circumcincta (Kaup, 1852) Sinonimi: - - 'Harpagus curcumcinctus' (Kaup, 1852) | aLC IUCN    | From southeastern Bolivia and western Paraguay to central Argentina |       |

### RodPolihierax
| Rod Polihierax Kaup, 1847 - 2 vrsti \| Domače ime \| Znanstveno ime \| IUCN status \| Območje razširjenosti \| Slika \| \| ----------------------------------------------------------------------------------------------------------------------------------- \| ----------------------------------------------------------------------------- \| ----------- \| ----------------------- \| ----- \| \| Pritlikavi sokol (Afriški pritlikavi sokol) Podvrste:[g] - - P. s. castanonotus (Heuglin, 1860) - P. s. semitorquatus (Smith, 1836) \| P. semitorquatus (Smith, 1836) \| aLC IUCN \| Vzhodna in južna Afrika \| \| \| Polihierax insignis Podvrste:[h] - - P. i. insignis Walden, 1872 - P. i. cinereiceps Baker, 1927 - P. i. harmandi (Oustalet, 1876) \| P. insignis Walden, 1872[i] Sinonimi: - - 'Neohierax insignis' (Walden, 1872) \| bNT IUCN \| Southeast Asia \| \| |                                                                            |             |                         |       |
| Domače ime | Znanstveno ime                                                             | IUCN status | Območje razširjenosti   | Slika |
| Pritlikavi sokol (Afriški pritlikavi sokol) Podvrste: - - P. s. castanonotus (Heuglin, 1860) - P. s. semitorquatus (Smith, 1836) | P. semitorquatus (Smith, 1836)                                             | aLC IUCN    | Vzhodna in južna Afrika |       |
| Polihierax insignis Podvrste: - - P. i. insignis Walden, 1872 - P. i. cinereiceps Baker, 1927 - P. i. harmandi (Oustalet, 1876) | P. insignis Walden, 1872 Sinonimi: - - 'Neohierax insignis' (Walden, 1872) | bNT IUCN    | Southeast Asia          |       |

### RodMicrohierax
| Rod Microhierax Sharpe, 1874 - 5 vrst \| Domače ime \| Znanstveno ime \| IUCN status \| Območje razširjenosti \| Slika \| \| -------------------------------------------------------------------------------------------------------------------- \| --------------------------------------------------------------------------------------- \| ----------- \| ------------------------------------------------------------- \| ----- \| \| Sokolček Podvrste:[j] - - M. c. caerulescens Linnaeus, 1758 - M. c. burmanicus Swann, 1920 \| M. caerulescens (Linnaeus, 1758) Sinonimi: - - 'Falco caerulescens' (Linnaeus, 1758) \| aLC IUCN \| From Northeast India through Southeast Asia \| \| \| Microhierax fringillarius \| M. fringillarius (Drapiez, 1824) \| aLC IUCN \| Malay Peninsula, Greater Sundas \| \| \| Microhierax latifrons \| M. latifrons Sharpe, 1879 \| bNT IUCN \| Borneo \| \| \| Microhierax erythrogenys Podvrste:[k] - - M. e. erythrogenys (Vigors, 1831) - M. e. meridionalis Ogilvie-Grant, 1897 \| M. erythrogenys (Vigors, 1831) \| aLC IUCN \| The Philippines \| \| \| Microhierax melanoleucos \| M. melanoleucos (Blyth, 1843) Sinonimi: - - 'Microhierax melanoleucus' (Blyth, 1843)[l] \| aLC IUCN \| from northeastern India to southern China and central Vietnam \| \| |                                                                                      |             |                                                               |       |
| Domače ime | Znanstveno ime                                                                       | IUCN status | Območje razširjenosti                                         | Slika |
| Sokolček Podvrste: - - M. c. caerulescens Linnaeus, 1758 - M. c. burmanicus Swann, 1920 | M. caerulescens (Linnaeus, 1758) Sinonimi: - - 'Falco caerulescens' (Linnaeus, 1758) | aLC IUCN    | From Northeast India through Southeast Asia                   |       |
| Microhierax fringillarius | M. fringillarius (Drapiez, 1824)                                                     | aLC IUCN    | Malay Peninsula, Greater Sundas                               |       |
| Microhierax latifrons | M. latifrons Sharpe, 1879                                                            | bNT IUCN    | Borneo                                                        |       |
| Microhierax erythrogenys Podvrste: - - M. e. erythrogenys (Vigors, 1831) - M. e. meridionalis Ogilvie-Grant, 1897 | M. erythrogenys (Vigors, 1831)                                                       | aLC IUCN    | The Philippines                                               |       |
| Microhierax melanoleucos | M. melanoleucos (Blyth, 1843) Sinonimi: - - 'Microhierax melanoleucus' (Blyth, 1843) | aLC IUCN    | from northeastern India to southern China and central Vietnam |       |

### RodFalco
Sokole lahko v grobem delimo na tri ali štiri skupine. Prva skupina zajema postovke (verjetno z izjemo Ameriške postovke); druga skupina vključuje v povprečju nekoliko večje in elegantnejše vrste, škrjančarja in sorodnike. Tretja skupina zajema sokola seleca in sorodnike: močne ptice različnih velikosti. Zelo podobne tem pticam in jih včasih vključujejo v to skupino so še štiri vrste iz podroda Hierofalco (dobesedno, »jastrebi-sokoli«).
| Rod Falco Linnaeus, 1758 - 40 vrst \| Domače ime \| Znanstveno ime \| IUCN status \| Območje razširjenosti \| Slika \| \| ------------------------------------------------------------------------------------------------------------------------------------------------------------------------------------------------------------------------------------------------------------------------------------------------------------------------------------------------------------------------------------------------------------------------------------------------------------------------------------------------------------------------------------------------------------------------------------------------------------------------------------ \| ------------------------------------------------------------------------------------------------------------------------------------------------------------------------------------------------------------------------------------------------------------------------------------------------------------------------------------------------------------------------------------------------------------------------------------------------------------------------------------------------------------------------------------------------------------------------------------------------------------------------------------------------------- \| ----------- \| -------------------------------------------------------------------------------------- \| ----- \| \| Južna postovka \| F. naumanni Fleischer, 1818 \| aLC IUCN \| Jugozahodna, srednja in vzhodna Evropa ter Afrika \| \| \| Navadna postovka (Evropska postovka) (Evrazijska postovka) (Postovka starega sveta) Podvrste:[m] - - F. t. tinnunculus Linnaeus, 1758 - F. t. perpallidus (Clark, 1907) - F. t. interstinctus McClelland, 1840 - F. t. objurgatus (Baker, 1929) - F. t. canariensis (Koenig, 1890) - F. t. dacotiae Hartert, 1913 - F. t. neglectus Schlegel, 1873 - F. t. alexandri Bourne, 1955 - F. t. rupicolaeformis (C. L. Brehm, 1855) - F. t. archeri (Hartert & Neumann, 1932) - F. t. rufescens Swainson, 1837 \| F. tinnunculus Linnaeus, 1758 Sinonimi: - - F. t. interstictus[n] \| aLC IUCN \| Razširjen v Evropi, Afriki in Aziji \| \| \| Falco rupicolus \| F. rupicolus[o] Daudin, 1800 \| iNE \| Južna Afrika \| \| \| Newtonova postovka Podvrste:[p] - - F. n. newtoni Gurney, 1863 - F. n. aldabranus Grote, 1928 \| F. newtoni Gurney, 1863 \| aLC IUCN \| Madagaskar, Otok Aldabra \| \| \| Mavricijska postovka \| F. punctatus Temminck, 1821 \| dEN IUCN \| Mavricij \| \| \| Falco duboisi \| F. duboisi† Cowles, 1994 \| aEX IUCN \| Réunion, izumrl od cca.1700 \| \| \| Sejšelska postovka \| F. araea (Oberholser, 1917) \| cVU IUCN \| Sejšeli \| \| \| Falco moluccensis Podvrste:[q] - - F. m. moluccensis Bonaparte, 1850 - F. m. microbalius Oberholser, 1917 \| F. moluccensis (Bonaparte, 1850) \| aLC IUCN \| Moluki, Sulavezi, Mali Sundski otoki, Java in Bali \| \| \| Falco cenchroides Podvrste:[r] - - F. c. baru Rand, 1940 - F. c. cenchroides Vigors & Horsfield, 1827 \| F. cenchroides Vigors & Horsfield, 1827 \| aLC IUCN \| Razširjen v Australiji \| \| \| Ameriška postovka Podvrste:[s] - - F. s. sparverius Linnaeus, 1758 - F. s. paulus (Howe & King, L, 1902) - F. s. peninsularis Mearns, 1892 - F. s. tropicalis (Griscom, 1930) - F. s. nicaraguensis Howell, 1965 - F. s. sparverioides Vigors, 1827 - F. s. dominicensis Gmelin, 1788 - F. s. caribaearum Gmelin, 1788 - F. s. brevipennis Berlepsch, 1892) - F. s. isabellinus Swainson, 1838 - F. s. ochraceus (Cory, 1915) - F. s. caucae (Chapman, 1915) - F. s. aequatorialis Mearns, 1892 - F. s. peruvianus (Cory, 1915) - F. s. cinnamominus Swainson, 1838 - F. s. fernandensis (Chapman, 1915) - F. s. cearae (Cory, 1915) \| F. sparverius Linnaeus, 1758 \| aLC IUCN \| Razširjen po Severni, Srednji in Južni Ameriki \| \| \| Falco rupicoloides Podvrste:[t] - - F. r. fieldi (Elliot, 1897) - F. r. arthuri (Gurney, 1884) - F. r. rupicoloides Smith, 1829 \| F. rupicoloides Smith, 1829 \| aLC IUCN \| Vzhodna in južna Afrika \| \| \| Falco alopex \| F. alopex (Heuglin, 1861) \| aLC IUCN \| od Mavretanije, Senegala in Gambija do Sudana, Etiopije in Kenije \| \| \| Falco ardosiaceus \| F. ardosiaceus Vieillot, 1823 \| aLC IUCN \| od Senegala in Gambije do Etiopije južno do Tanzanije in zahodno do Angole in Namibije \| \| \| Falco dickinsoni \| F. dickinsoni Sclater, 1864 \| aLC IUCN \| od Angole in Namibije do srednje Kenije in severnega Mozambika \| \| \| Falco zoniventris \| F. zoniventris Peters, 1854 \| aLC IUCN \| Madagaskar \| \| \| Falco chicquera Podvrste:[u] - - F. c. chicquera Daudin, 1800 - F. c. ruficollis Swainson, 1837 - F. c. horsbrughi Gunning & Roberts, 1911 \| F. chicquera Daudin, 1800 Sinonimi: - - Turumtia chicquera Blyth, 1863[16] - Chicquera typus Bonaparte,1854 - Aesalon chicquera Blanford, 1895 \| bNT IUCN \| Srednja, zahodna in južna Afrika, Indija \| \| \| Rdečenoga postovka \| F. vespertinus Linnaeus, 1766 \| bNT IUCN \| od srednje Evrope do srednje Azije, Afrika \| \| \| Amurska postovka \| F. amurensis Radde, 1863 \| aLC IUCN \| Vzhodna Azija, jugovzhodna Afrika \| \| \| Sredozemski sokol \| F. eleonorae Gené, 1839 \| aLC IUCN \| Južna Evropa in tudi severna Afrika, vzhodna Afrika, Madagaskar \| \| \| Sajasti sokol \| F. concolor Temminck, 1825 \| cVU IUCN \| od vzhodne Libije do jugozahodnega Pakistana, jugovzhodne Afrike, Madagakarja \| \| \| Falco femoralis Podvrste:[v] - - F. f. septentrionalis Todd, 1916 - F. f. femoralis Temminck, 1822 - F. f. pichinchae Chapman, 1925 \| F. femoralis Temminck, 1822 \| aLC IUCN \| Razširjen po Srednji & Južni Ameriki \| \| \| Mali sokol (Merlin) (Sokolič) Podvrste:[w] - - F. c. subaesalon Brehm, 1827 - F. c. aesalon Tunstall, 1771 - F. c. insignis (Clark, 1907) - F. c. pacificus (Stegmann, 1929) - F. c. pallidus (Sushkin, 1900) - F. c. lymani Bangs, 1913 - F. c. columbarius Linnaeus, 1758 - F. c. suckleyi Ridgway, 1874 - F. c. richardsonii Ridgway, 1871 \| F. columbarius Linnaeus, 1758 Sinonimi: - - Aesalon columbarius (Linnaeus, 1758) - F. aesalon Tunstall, 1771 \| aLC IUCN \| Razširjen na severni polobli \| \| \| Falco rufigularis Podvrste:[x] - - F. r. petoensis Chubb, 1918 - F. r. rufigularis Daudin, 1800 - F. r. ophryophanes (Salvadori, 1895) \| F. rufigularis Daudin, 1800 Sinonimi: - - F. albigularis Daudin, 1800 - F. fuscocaerulescens Vieillot, 1817 (modern spelling) - F. fusco-coerulescens Vieillot, 1817 (original spelling) \| aLC IUCN \| od severne Mehike do severovzhodne Argentine \| \| \| Falco deiroleucus \| F. deiroleucus Temminck, 1825 \| bNT IUCN \| od južne Mehike do severovzhodne Argentine \| \| \| Škrjančar (Evrazijski škrjančar) Podvrste:[y] - - F. s. subbuteo Linnaeus, 1758 - F. s. streichi Hartert & Neumann, 1907 \| F. subbuteo Linnaeus, 1758 \| aLC IUCN \| Razširjen v Evropi, južni Afriki, severni Aziji \| \| \| Falco cuvierii \| F. cuvierii Smith, 1830 \| aLC IUCN \| Vzhodna, osrednja, zahodna in jugovzhodna Afrika \| \| \| Falco severus \| F. severus Horsfield, 1821 \| aLC IUCN \| Severozahodna Indija do Solomonovih otokov \| \| \| Falco longipennis Podvrste:[z] - - F. l. hanieli Hellmayr, 1914 - F. l. longipennis Swainson, 1838 - F. l. murchisonianus Mathews, 1912 \| F. longipennis Swainson, 18371 \| aLC IUCN \| Razširjen v Avstraliji \| \| \| Falco novaeseelandiae \| F. novaeseelandiae Gmelin, 1788 \| bNT IUCN \| Razširjen na Novi Zelandiji \| \| \| Falco berigora Podvrste:[aa] - - F. b. novaeguineae (Meyer, AB, 1894) - F. b. berigora Vigors & Horsfield, 1827 \| F. berigora Vigors & Horsfield, 1827 Sinonimi: - - Asturaetus furcillatus De Vis, 1906 - Plioaetus furcillatus (De Vis, 1906) \| aLC IUCN \| Razširjen v Avstraliji \| \| \| Falco hypoleucos \| F. hypoleucos Gould, 1841 \| cVU IUCN \| Avstralija \| \| \| Falco subniger \| F. subniger Gray, 1843 \| aLC IUCN \| Avstralija \| \| \| Južni sokol Podvrste:[ab] - - F. b. feldeggii Schlegel, 1843 - F. b. erlangeri Kleinschmidt, 1901 - F. b. tanypterus Schlegel, 1843 - F. b. abyssinicus Neumann, 1904 - F. b. biarmicus Temminck, 1825 \| F. biarmicus Temminck, 1825 Sinonimi: - - F. feldeggii Schlegel, 1841 - F. lanarius Linnaeus, 1758 \| aLC IUCN \| Južna Evropa, Arabski polotok in Razširjen po Afriki \| \| \| Falco jugger \| F. jugger J.E. Gray, 1834 \| bNT IUCN \| od Pakistana do Burme, Indija \| \| \| Sokol plenilec Podvrste:[ac] - - F. c. cherrug Gray, JE, 1834 - F. c. coatsi Dementiev, 1945 - F. c. hendersoni Hume, 1871 - F. c. milvipes Jerdon, 1871 \| F. cherrug Gray, 1834 Sinonimi: - - F. altaicus (Menzbier, 1891) - Hierofalco altaicus Menzbier, 1891 \| dEN IUCN \| Osrednja in južna Evropa, severovzhodna Afrika in severna Azija \| \| \| Arktični sokol \| F. rusticolus Linnaeus, 1758 Sinonimi: - - F. arcticus Holbøll, 1843 - F. candicans Gmelin, 1788 - F. gyrfalco Linnaeus, 1758 - F. islandus Brünnich, 1764 - F. obsoletus Gmelin, 1788 - F. rusticolus candicans Gmelin, 1788 - F. rusticolus grebnitzkii (Severtzov, 1885) - F. rusticolus intermedius Gloger, 1834 - F. rusticolus islandus Brünnich, 1764 - F. rusticolus obsoletus Gmelin, 1788 - F. rusticolus rusticolus Linnaeus, 1758 - F. swarthi L.H. Miller, 1927 - Hierofalco grebnitzkii Severtzov, 1885) - Hierofalco islandus (Brünnich, 1764) - Hierofalco rusticolus (Linnaeus, 1758) - Hierofalco rusticolus candicans (Gmelin, 1788) \| aLC IUCN \| Arktične obale Severne Amerike, Evrope in Azije \| \| \| Prerijski sokol \| F. mexicanus Schlegel, 1850 Sinonimi: - - Gennaia mexicana - Hierofalco mexicanus \| aLC IUCN \| Severna Amerika \| \| \| Sokol selec \| Falco peregrinus Tunstall, 1771 \| aLC IUCN \| Razširjen po vsem svetu \| \| \| Puščavski sokol \| Falco pelegrinoides Temminck, 1829 \| aLC IUCN \| Jugozahodna Evropa in severna Afrika \| \| \| Falco fasciinucha \| Falco fasciinucha Reichenow & Neumann, 1895 \| cVU IUCN \| Vzhodna in jugovzhodna Afrika \| \| | |             |                                                                                        |       |
| Domače ime | Znanstveno ime | IUCN status | Območje razširjenosti                                                                  | Slika |
| Južna postovka | F. naumanni Fleischer, 1818 | aLC IUCN    | Jugozahodna, srednja in vzhodna Evropa ter Afrika                                      |       |
| Navadna postovka (Evropska postovka) (Evrazijska postovka) (Postovka starega sveta) Podvrste: - - F. t. tinnunculus Linnaeus, 1758 - F. t. perpallidus (Clark, 1907) - F. t. interstinctus McClelland, 1840 - F. t. objurgatus (Baker, 1929) - F. t. canariensis (Koenig, 1890) - F. t. dacotiae Hartert, 1913 - F. t. neglectus Schlegel, 1873 - F. t. alexandri Bourne, 1955 - F. t. rupicolaeformis (C. L. Brehm, 1855) - F. t. archeri (Hartert & Neumann, 1932) - F. t. rufescens Swainson, 1837 | F. tinnunculus Linnaeus, 1758 Sinonimi: - - F. t. interstictus | aLC IUCN    | Razširjen v Evropi, Afriki in Aziji                                                    |       |
| Falco rupicolus | F. rupicolus Daudin, 1800 | iNE         | Južna Afrika                                                                           |       |
| Newtonova postovka Podvrste: - - F. n. newtoni Gurney, 1863 - F. n. aldabranus Grote, 1928 | F. newtoni Gurney, 1863 | aLC IUCN    | Madagaskar, Otok Aldabra                                                               |       |
| Mavricijska postovka | F. punctatus Temminck, 1821 | dEN IUCN    | Mavricij                                                                               |       |
| Falco duboisi | F. duboisi† Cowles, 1994 | aEX IUCN    | Réunion, izumrl od cca.1700                                                            |       |
| Sejšelska postovka | F. araea (Oberholser, 1917) | cVU IUCN    | Sejšeli                                                                                |       |
| Falco moluccensis Podvrste: - - F. m. moluccensis Bonaparte, 1850 - F. m. microbalius Oberholser, 1917 | F. moluccensis (Bonaparte, 1850) | aLC IUCN    | Moluki, Sulavezi, Mali Sundski otoki, Java in Bali                                     |       |
| Falco cenchroides Podvrste: - - F. c. baru Rand, 1940 - F. c. cenchroides Vigors & Horsfield, 1827 | F. cenchroides Vigors & Horsfield, 1827 | aLC IUCN    | Razširjen v Australiji                                                                 |       |
| Ameriška postovka Podvrste: - - F. s. sparverius Linnaeus, 1758 - F. s. paulus (Howe & King, L, 1902) - F. s. peninsularis Mearns, 1892 - F. s. tropicalis (Griscom, 1930) - F. s. nicaraguensis Howell, 1965 - F. s. sparverioides Vigors, 1827 - F. s. dominicensis Gmelin, 1788 - F. s. caribaearum Gmelin, 1788 - F. s. brevipennis Berlepsch, 1892) - F. s. isabellinus Swainson, 1838 - F. s. ochraceus (Cory, 1915) - F. s. caucae (Chapman, 1915) - F. s. aequatorialis Mearns, 1892 - F. s. peruvianus (Cory, 1915) - F. s. cinnamominus Swainson, 1838 - F. s. fernandensis (Chapman, 1915) - F. s. cearae (Cory, 1915) | F. sparverius Linnaeus, 1758 | aLC IUCN    | Razširjen po Severni, Srednji in Južni Ameriki                                         |       |
| Falco rupicoloides Podvrste: - - F. r. fieldi (Elliot, 1897) - F. r. arthuri (Gurney, 1884) - F. r. rupicoloides Smith, 1829 | F. rupicoloides Smith, 1829 | aLC IUCN    | Vzhodna in južna Afrika                                                                |       |
| Falco alopex | F. alopex (Heuglin, 1861) | aLC IUCN    | od Mavretanije, Senegala in Gambija do Sudana, Etiopije in Kenije                      |       |
| Falco ardosiaceus | F. ardosiaceus Vieillot, 1823 | aLC IUCN    | od Senegala in Gambije do Etiopije južno do Tanzanije in zahodno do Angole in Namibije |       |
| Falco dickinsoni | F. dickinsoni Sclater, 1864 | aLC IUCN    | od Angole in Namibije do srednje Kenije in severnega Mozambika                         |       |
| Falco zoniventris | F. zoniventris Peters, 1854 | aLC IUCN    | Madagaskar                                                                             |       |
| Falco chicquera Podvrste: - - F. c. chicquera Daudin, 1800 - F. c. ruficollis Swainson, 1837 - F. c. horsbrughi Gunning & Roberts, 1911 | F. chicquera Daudin, 1800 Sinonimi: - - Turumtia chicquera Blyth, 1863 - Chicquera typus Bonaparte,1854 - Aesalon chicquera Blanford, 1895 | bNT IUCN    | Srednja, zahodna in južna Afrika, Indija                                               |       |
| Rdečenoga postovka | F. vespertinus Linnaeus, 1766 | bNT IUCN    | od srednje Evrope do srednje Azije, Afrika                                             |       |
| Amurska postovka | F. amurensis Radde, 1863 | aLC IUCN    | Vzhodna Azija, jugovzhodna Afrika                                                      |       |
| Sredozemski sokol | F. eleonorae Gené, 1839 | aLC IUCN    | Južna Evropa in tudi severna Afrika, vzhodna Afrika, Madagaskar                        |       |
| Sajasti sokol | F. concolor Temminck, 1825 | cVU IUCN    | od vzhodne Libije do jugozahodnega Pakistana, jugovzhodne Afrike, Madagakarja          |       |
| Falco femoralis Podvrste: - - F. f. septentrionalis Todd, 1916 - F. f. femoralis Temminck, 1822 - F. f. pichinchae Chapman, 1925 | F. femoralis Temminck, 1822 | aLC IUCN    | Razširjen po Srednji & Južni Ameriki                                                   |       |
| Mali sokol (Merlin) (Sokolič) Podvrste: - - F. c. subaesalon Brehm, 1827 - F. c. aesalon Tunstall, 1771 - F. c. insignis (Clark, 1907) - F. c. pacificus (Stegmann, 1929) - F. c. pallidus (Sushkin, 1900) - F. c. lymani Bangs, 1913 - F. c. columbarius Linnaeus, 1758 - F. c. suckleyi Ridgway, 1874 - F. c. richardsonii Ridgway, 1871 | F. columbarius Linnaeus, 1758 Sinonimi: - - Aesalon columbarius (Linnaeus, 1758) - F. aesalon Tunstall, 1771 | aLC IUCN    | Razširjen na severni polobli                                                           |       |
| Falco rufigularis Podvrste: - - F. r. petoensis Chubb, 1918 - F. r. rufigularis Daudin, 1800 - F. r. ophryophanes (Salvadori, 1895) | F. rufigularis Daudin, 1800 Sinonimi: - - F. albigularis Daudin, 1800 - F. fuscocaerulescens Vieillot, 1817 (modern spelling) - F. fusco-coerulescens Vieillot, 1817 (original spelling) | aLC IUCN    | od severne Mehike do severovzhodne Argentine                                           |       |
| Falco deiroleucus | F. deiroleucus Temminck, 1825 | bNT IUCN    | od južne Mehike do severovzhodne Argentine                                             |       |
| Škrjančar (Evrazijski škrjančar) Podvrste: - - F. s. subbuteo Linnaeus, 1758 - F. s. streichi Hartert & Neumann, 1907 | F. subbuteo Linnaeus, 1758 | aLC IUCN    | Razširjen v Evropi, južni Afriki, severni Aziji                                        |       |
| Falco cuvierii | F. cuvierii Smith, 1830 | aLC IUCN    | Vzhodna, osrednja, zahodna in jugovzhodna Afrika                                       |       |
| Falco severus | F. severus Horsfield, 1821 | aLC IUCN    | Severozahodna Indija do Solomonovih otokov                                             |       |
| Falco longipennis Podvrste: - - F. l. hanieli Hellmayr, 1914 - F. l. longipennis Swainson, 1838 - F. l. murchisonianus Mathews, 1912 | F. longipennis Swainson, 18371 | aLC IUCN    | Razširjen v Avstraliji                                                                 |       |
| Falco novaeseelandiae | F. novaeseelandiae Gmelin, 1788 | bNT IUCN    | Razširjen na Novi Zelandiji                                                            |       |
| Falco berigora Podvrste: - - F. b. novaeguineae (Meyer, AB, 1894) - F. b. berigora Vigors & Horsfield, 1827 | F. berigora Vigors & Horsfield, 1827 Sinonimi: - - Asturaetus furcillatus De Vis, 1906 - Plioaetus furcillatus (De Vis, 1906) | aLC IUCN    | Razširjen v Avstraliji                                                                 |       |
| Falco hypoleucos | F. hypoleucos Gould, 1841 | cVU IUCN    | Avstralija                                                                             |       |
| Falco subniger | F. subniger Gray, 1843 | aLC IUCN    | Avstralija                                                                             |       |
| Južni sokol Podvrste: - - F. b. feldeggii Schlegel, 1843 - F. b. erlangeri Kleinschmidt, 1901 - F. b. tanypterus Schlegel, 1843 - F. b. abyssinicus Neumann, 1904 - F. b. biarmicus Temminck, 1825 | F. biarmicus Temminck, 1825 Sinonimi: - - F. feldeggii Schlegel, 1841 - F. lanarius Linnaeus, 1758 | aLC IUCN    | Južna Evropa, Arabski polotok in Razširjen po Afriki                                   |       |
| Falco jugger | F. jugger J.E. Gray, 1834 | bNT IUCN    | od Pakistana do Burme, Indija                                                          |       |
| Sokol plenilec Podvrste: - - F. c. cherrug Gray, JE, 1834 - F. c. coatsi Dementiev, 1945 - F. c. hendersoni Hume, 1871 - F. c. milvipes Jerdon, 1871 | F. cherrug Gray, 1834 Sinonimi: - - F. altaicus (Menzbier, 1891) - Hierofalco altaicus Menzbier, 1891 | dEN IUCN    | Osrednja in južna Evropa, severovzhodna Afrika in severna Azija                        |       |
| Arktični sokol | F. rusticolus Linnaeus, 1758 Sinonimi: - - F. arcticus Holbøll, 1843 - F. candicans Gmelin, 1788 - F. gyrfalco Linnaeus, 1758 - F. islandus Brünnich, 1764 - F. obsoletus Gmelin, 1788 - F. rusticolus candicans Gmelin, 1788 - F. rusticolus grebnitzkii (Severtzov, 1885) - F. rusticolus intermedius Gloger, 1834 - F. rusticolus islandus Brünnich, 1764 - F. rusticolus obsoletus Gmelin, 1788 - F. rusticolus rusticolus Linnaeus, 1758 - F. swarthi L.H. Miller, 1927 - Hierofalco grebnitzkii Severtzov, 1885) - Hierofalco islandus (Brünnich, 1764) - Hierofalco rusticolus (Linnaeus, 1758) - Hierofalco rusticolus candicans (Gmelin, 1788) | aLC IUCN    | Arktične obale Severne Amerike, Evrope in Azije                                        |       |
| Prerijski sokol | F. mexicanus Schlegel, 1850 Sinonimi: - - Gennaia mexicana - Hierofalco mexicanus | aLC IUCN    | Severna Amerika                                                                        |       |
| Sokol selec | Falco peregrinus Tunstall, 1771 | aLC IUCN    | Razširjen po vsem svetu                                                                |       |
| Puščavski sokol | Falco pelegrinoides Temminck, 1829 | aLC IUCN    | Jugozahodna Evropa in severna Afrika                                                   |       |
| Falco fasciinucha | Falco fasciinucha Reichenow & Neumann, 1895 | cVU IUCN    | Vzhodna in jugovzhodna Afrika                                                          |       |